# Thosmühle
Thosmühle ist ein Gemeindeteil der Stadt Ebermannstadt im Landkreis Forchheim (Oberfranken, Bayern).

## Geografie
Die im Westen der Wiesentalb gelegene Einöde befindet sich etwa viereinhalb Kilometer ostsüdöstlich des Ortszentrums von Ebermannstadt auf einer Höhe von 361 m ü. NHN.

## Geschichte
Der Ort wurde 1541 als „Doß“ erstmals schriftlich erwähnt. Der Ortsname leitet sich von dōz ab (mhd. für Schall, Geräusch).
Bis zum Beginn des 19. Jahrhunderts lag die Thosmühle innerhalb des Hochgerichtsbezirks des zum Hochstift Bamberg gehörenden Amtes Ebermannstadt. Als Centamt übte es die Hochgerichtsbarkeit aus.
Durch die Verwaltungsreformen zu Beginn des 19. Jahrhunderts im Königreich Bayern wurde die Thosmühle mit dem Zweiten Gemeindeedikt 1818 ein Teil der Ruralgemeinde Moggast. Bei der Gebietsreform in Bayern wurde Thosmühle am 1. Juli 1976 in die Stadt Ebermannstadt eingegliedert.

## Verkehr
Eine am westlichen Ortsrand von Urspring von der Kreisstraße FO 30 abzweigende Gemeindeverbindungsstraße durchquert den Ort und führt weiter nach Moggast auf dem Hochplateau der Nördlichen Frankenalb. Der ÖPNV bedient das Dorf an einer Haltestelle der Buslinie 234 des VGN. Der nächstgelegene Bahnhof an der Wiesenttalbahn befindet sich in Pretzfeld.